# Lobček
'Lobček – wieś w Słowenii, w gminie Grosuplje. 1 stycznia 2017 liczyła 150 mieszkańców.